# The Man from Earth: Holocene
The Man from Earth: Holocene è un film del 2017 diretto da Richard Schenkman. 
Si tratta del sequel di L'uomo che venne dalla Terra (The Man from Earth), del 2007. David Lee Smith ritorna con il personaggio di "John Oldman", il protagonista del film originale, anche se con un nome diverso.  Il marketing del film si è distinto per aver sfruttato una gamma completa di canali sia convenzionali che "pirati" per massimizzare la visibilità e la distribuzione.

## Trama
California settentrionale. Il professore universitario John Oldman, che ora si fa chiamare John Young, è segretamente un uomo di Cro-Magnon (o cavernicolo magdaleniano) sopravvissuto per più di 14.000 anni. Tuttavia ha scoperto di aver iniziato ad invecchiare, e non guarisce rapidamente come prima. Nel frattempo, quattro dei suoi studenti hanno iniziato a sospettare la verità su di lui e contattano Art Jenkins, la cui carriera è andata in pezzi dopo aver pubblicato un libro sulla storia di John.

## Produzione
Le riprese del film si sono svolte dall'1 al 16 giugno 2016. Il montaggio è stato completato il 21 settembre dello stesso anno.

## Colonna sonora
- What Does It All Mean? (Turtle)
- Who Knows (Turtle)

## Distribuzione
La première del film ha avuto luogo il 10 giugno 2017 al festival Dances With Films. Negli Stati Uniti, il film ha avuto una distribuzione limitata a partire dal 13 ottobre dello stesso anno.
Il 16 gennaio 2018, i creatori del film lo hanno caricato su The Pirate Bay  per un download completamente legale.

## Riconoscimenti
- 2018 - Saturn Award
  - Candidatura per Best DVD/Blu-Ray Release

- 2018 - Montreal International Wreath Awards Film Festival
  - Candidatura per Miglior attrice a Vanessa L. Williams
  - Candidatura per Miglior attore a David Lee Smith